# Shirley Manson
Shirley Ann Manson (* 26. srpna 1966) je skotská muzikantka, známá především jako zpěvačka rockové skupiny Garbage.

## Dětství
Shirley se narodila ve skotském Edinburghu jako druhá ze tří dcer. Její matka je zpěvačka a její otec genetikem, jehož fakulta se podílela na naklonování ovce Dolly.
V sedmi letech začala Shirley hrát na piáno a navštěvovat hudební školu v Edinburghu. Při studiu však byla značně nepopulární a šikanovaná kvůli jejím rudým vlasům a zeleným očím. Ze školy kvůli tomu odešla, ale o hudbu se zajímat nepřestala.

## Hudební kariéra

### Začátky
Již v šestnácti letech začala Shirley zpívat v rockové skupině August 1904, ve které však vydržela velmi krátce, stejně jako v její další kapele, The Wild Indians.

### Goodbye Mr. Mackenzie & Angelfish
Po odchodu z The Wild Indians se dostala ke kapele Goodbye Mr. Mackenzie, kde zpívala a hrála na klávesy. Tato skupina nebyla příliš úspěšná a roku 1992 se rozpadla.
O rok později Shirley spolu s dalšími třemi členy původního Goodbye Mr. Mackenzie (Finem Wilsonem, Derek Kelly Derkem Kellym a Martinem Metcalfem) založili skupinu Angelfish. Ta prorazila s poměrně úspěšným hitem „Suffocate Me“, který však paradoxně vedl k rozpadu kapely. Klip k této písni totiž viděl producent Steve Marker, který pracoval na novém projektu společně s Butchem Vigem. Velmi se mu zalíbil výkon právě Shirley Manson, a proto ji získal pro nově vznikající skupinu, která dostala název Garbage.

### Garbage

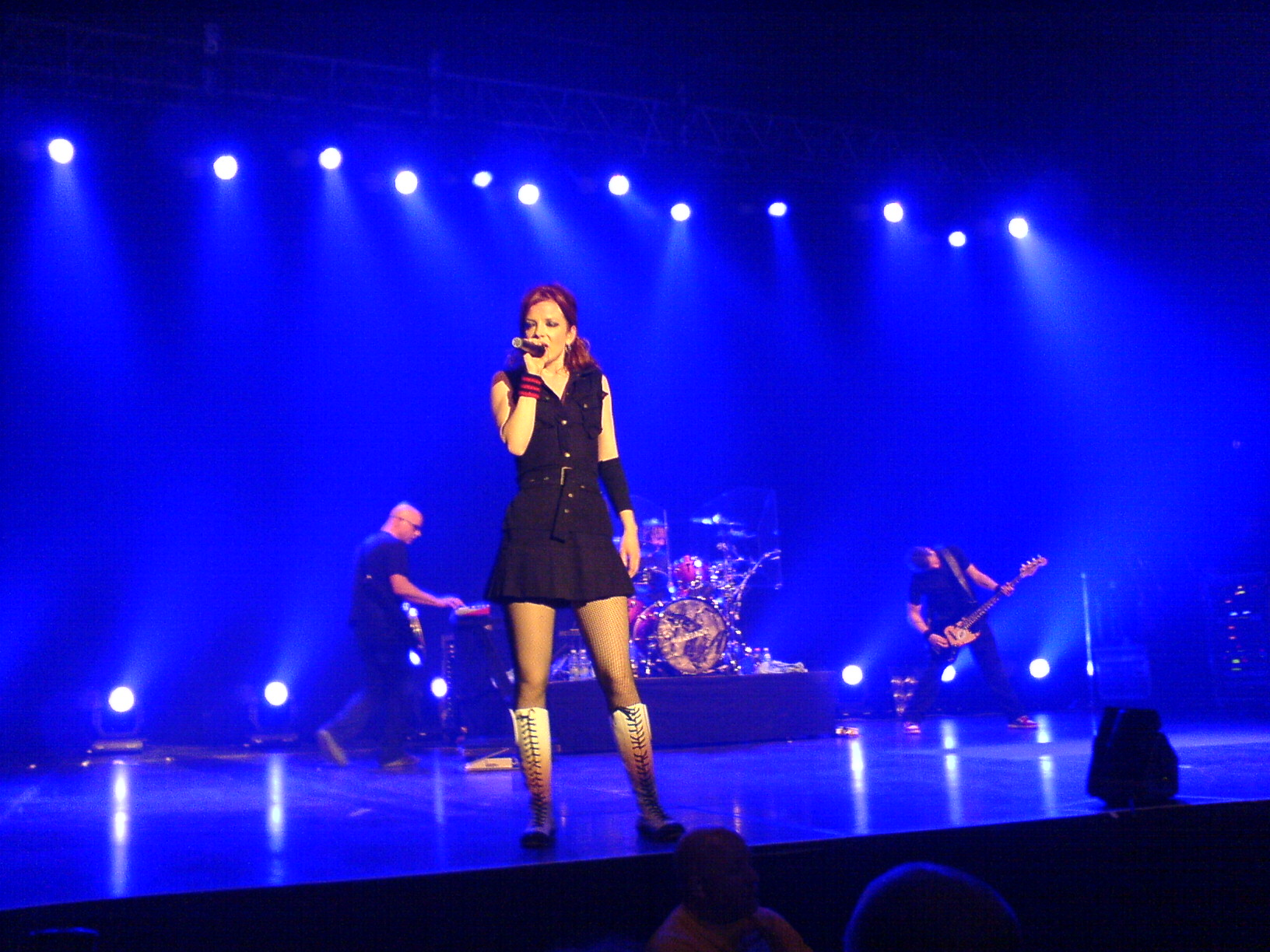
Garbage na koncertě v Kodani

Zajisté zcela největšího úspěchu dosáhla Shirley právě se skupinou Garbage. Jejich debutové album Garbage (s hity jako "Stupid Girl", "Only Happy When It Rains a „Vow“) vydané roku 1995 zažilo nečekaný úspěch, když se ho po celém světě prodalo více než 5 milionů kopií. Také jejich další alba - Version 2.0 (1998), beautifulgarbage (2001) a Bleed Like Me (2005) - zažily velký úspěch. V říjnu 2005 si skupina udělala s hraním „pauzu“ na dobu neurčitou. Roku 2007 vyšla kompilace největších hitů této kapely, album Absolute Garbage. V roce 2010 se kapela vrátila do studia s plánem napsat 24 písní, z čehož zhruba polovina bude na novém albu, které bude vydáno na začátku roku 2012. Do konce roku 2011 ještě chtěli vydat singl. Butch Vig také přislíbil jednu z nových písní zdarma fanouškům jako vánoční dárek.

### Sólová dráha
Poté, co Garbage přestali hrát, začala Shirley pracovat na její první sólové desce. Její demo ale bylo odmítnuto nahrávací společností, protože bylo "příliš temné". Manson ho proto nabídla jejím fanouškům na sociální síti Facebook. Tento soubor 3 skladeb je obecně známý jako "Too Noir".

## Diskografie

### Studiová alba
se skupinou Goodbye Mr. Mackenzie
- 1988: Good Deeds and Dirty Rags
- 1989: Fish Heads and Tails
- 1991: Hammer and Tongs
- 1992: Goodbye Mr. Mackenzie
- 1993: Five

se skupinou Angelfish
- 1993: Suffocate Me
- 1994: Angelfish

se skupinou Garbage
- 1995: Garbage
- 1998: Version 2.0
- 2001: Beautiful Garbage
- 2005: Bleed Like Me
- 2007: Absolute Garbage
- 2012: Not Your Kind Of People
- 2016: Strange Little Birds

OST (Soundtracky)
- 2017: American Gods [Original Television Series Soundtrack]